# Батлавско језеро
Батлавско језеро (алб. Liqeni i Batllavës) је вештачко језеро у Србији, на Косову и Метохији, између варошица Орлане и Батлава, око 20 километара североисточно од Приштине. Налази се на реци Батлави, у сливу Лаба, где је подигнута брана 1958. године код варошице Батлава. Дужина језера око 6,7 км, просечна ширина је 450 метара, док је укупна површина око 3 km². Језеро је туристички веома значајно и изузетно је богато рибом. Најзаступљенији је шаран, а од беле рибе деверика, бодорка и клен. Име је добило по реци и месту Батлава.